# Opalia abbotti
Opalia abbotti är en snäckart som beskrevs av Clench och Turner 1952. Opalia abbotti ingår i släktet Opalia och familjen vindeltrappsnäckor. Inga underarter finns listade i Catalogue of Life.